# گرت آنتهوف
گرت آنتهوف (آلمانی: Gerd Anthoff؛ زادهٔ ۱۲ اوت ۱۹۴۶) بازیگر تئاتر، سینما و تلویزیون اهل کشور آلمان است.
از فیلم‌ها یا برنامه‌های تلویزیونی که وی در آن نقش داشته‌است می‌توان به مردی با قلم‌موی زرین و موفقیت اشاره کرد.